# Clidemia septuplinervia
Clidemia septuplinervia är en tvåhjärtbladig växtart som beskrevs av Célestin Alfred Cogniaux. Clidemia septuplinervia ingår i släktet Clidemia och familjen Melastomataceae.
Artens utbredningsområde är Peru. Inga underarter finns listade i Catalogue of Life.